# Free & Co.

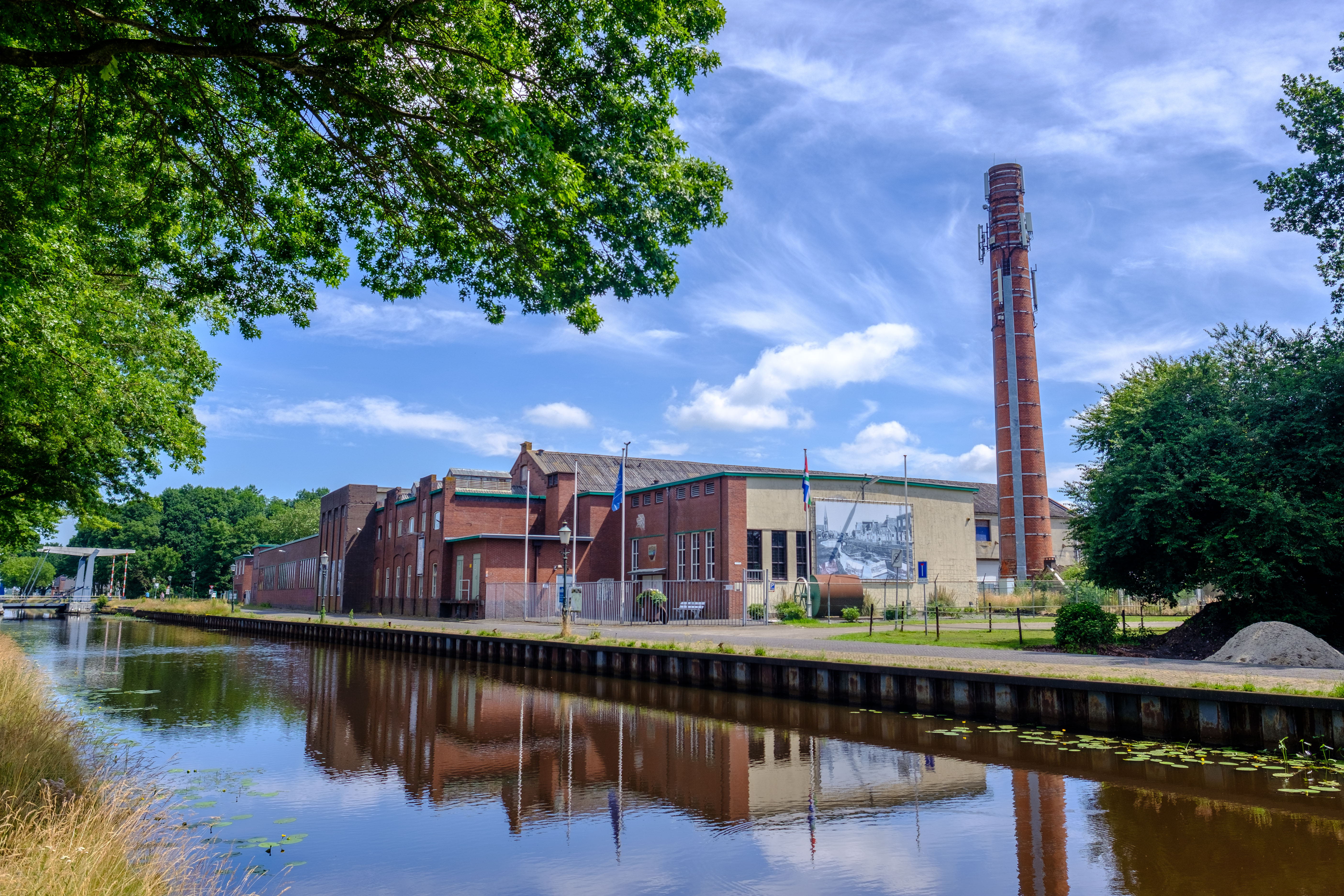
Het fabrieksgebouw van Free & Co. aan het Pekelderdiep. In het gebouw is nu het bedrijf HempFlax gevestigd

Free & Co. was een strokartonfabriek in de Nederlandse plaats Oude Pekela (provincie Groningen).

## Voorgeschiedenis
Al in december 1900 kwamen de eerste geluiden uit Oude Pekela dat er een corporatie aanwezig zou zijn om nog een strokartonfabriek aldaar op te richten. De geruchten hierover hielden aan en werden sterker. En in september 1903 werd bekend dat op het terrein van de afgebrande aardappelmeelfabriek Orania binnenkort een kartonfabriek zou worden gebouwd onder directie van de heren Free, Drenth en Zuiderveen.
Nog geen maand later werd in hotel De Nederlanden (A.J. Ruibing) te Winschoten een vergadering gehouden van ruim 40 landbouwers uit het Oldambt en Westerwolde en andere belanghebbenden, deze laatsten merendeels aandeelhouders in de vroegere fabriek Union te Oude Pekela, ter bespreking over de oprichting van een coöperatieve strokartonfabriek op het hiervóór genoemde terrein dat niet ver van de Union was gelegen. In beginsel werd tot de oprichting van een coöperatieve fabriek met vaste rente besloten. Verder werd afgesproken dat binnenkort opnieuw een vergadering zou worden gehouden om tot de oprichting te besluiten en directeuren te benoemen. Op 12 oktober 1903 werd in een door ruim 40 landbouwers bezochte vergadering in hotel De Nederlanden besloten zich aan te sluiten bij de heren Hk. Groeneveld, kassier in Winschoten, U.F. Zuiderveen uit Groningen, G.B. Drenth en Elso Free uit Oude Pekela, om voor gezamenlijke rekening een fabriek te stichten op de hiervoor genoemde plaats. De akte van oprichting werd mede ondertekend door de heren H. Waalkens, burgemeester van Nieuwolda, P.R. Hermans en E. Busscher uit Midwolda en H.P.H. Waalkens, burgemeester van Wedde. De heren Drenth en Free zouden als directeuren gaan fungeren.

## De fabriek in werking
Reeds in 1903 waren maatregelen getroffen en zo was het mogelijk dat in augustus 1904 de strokartonfabriek van de firma E. Free & Co. te Oude Pekela in werking werd gesteld. Men begon met één kartonmachine van 185 centimeter breed. In dezelfde maand werd de heer Van Leer uit Zutphen tot boekhouder van de nieuwe fabriek benoemd.
Er verscheen spoedig een ijzeren draaibrug alsmede een gegalvaniseerde ijzeren overkapping voor de fabriek, beide geleverd en gemaakt door de Noord-Nederlandse Machinefabriek te Winschoten.
Al in 1905 werd de kartonfabriek met één baan vergroot en in 1908 opnieuw met één, beide met een breedte van 200 centimeter.
In 1911 heeft de firma Free & Co. haar personeel verblijd met een gift van ƒ 800,–, waarvan de gehuwden ieder ƒ 10,– en de vrijgezellen ƒ 5,– ontvingen. Een geste die door het personeel in deze dure tijden zeer werd gewaardeerd. De fabriek had in 1914 een weekcapaciteit van 220 ton karton.
In 1915 ontstond er slapte in de kartonindustrie. Op 5 februari van dat werd een aantal arbeiders van de kartonfabriek ontslagen. Aan de fabriek werd het bedrijf met één kartonbaan voortgezet. Bij meerdere fabrieken zaten de pakhuizen vol karton, terwijl er nauwelijks afzet was
Op 26 mei 1917 werd bij akte, verleden voor notaris Fontein te Winschoten, de organisatievorm van de firma gewijzigd en de Naamloze Vennootschap Stroocartonfabriek voorheen E. Free & Co. gevestigd te Oude Pekela, opgericht.

## Slapte in de strokarton
Was in 1915 al sprake van slapte in de strokarton, in 1917 werden bij “Free” nog eens 20 arbeiders ontslagen. In 1918 werd de gehele fabriek stopgezet en kregen de arbeiders ontslag. Later in het jaar werd de fabriek weer in werking gesteld. Maar alvorens het werk te hervatten, eisten de arbeiders eerst hogere lonen.
In de jaren die volgden wisselden de perioden van in werking zijn van de fabriek en het stilstaan daarvan regelmatig af. In 1921 bedroeg het weekloon van een medewerker ƒ 22,–.
Het jaar daarop kwam vanuit alle hoeken van de wereld weer aanvraag om karton. De prijs van het stro werd met de dag hoger en prijzen van ƒ 30,– tot ƒ 35,– per 1000 kg waren geen zeldzaamheid meer.
In oktober 1923 werd de heer W. Dijkstra, boekhouder bij Free & Co. benoemd tot directeur-bedrijfsleider van de strokartonfabriek Ceres.
In 1925 richtte de Nederlandse Vereniging van Fabrieksarbeiders zich tot de directies en besturen van de strokartonfabrieken met het verzoek aan de werklieden zes dagen vakantie met behoud van loon toe te staan. Free & Co. was een van de eersten die goedgunstig op het verzoek beschikte.
In 1930 ging bij een hevige brand in de strovoorraad achter de fabriek van Free & Co. ongeveer 4 miljoen kg stro verloren.
In 1932 legde Elso Free senior, inmiddels 80 jaar oud, het directeurschap van  Free & Co. neer. Tot directeur van de fabriek werd nu benoemd de heer H. Groeneveld, toen elektrotechnisch-ingenieur in Zwitserland en zoon van een van de oprichters van de fabriek, de bankier G.J. Groeneveld uit Winschoten.
In het eerste jaar van directeurschap van Groeneveld werd een stroloods, lengte 100 meter en breedte 34 meter bij de fabriek gebouwd. De ijzerbouw werd gegund aan de N.V. Machinefabriek te Winschoten terwijl het metselwerk werd uitgevoerd door de aannemer H.W. Kok uit die plaats. Twee jaar later werd de gehele fabriek onder leiding van de nieuwe directeur naar de eisen des tijd gemoderniseerd. Een eerste kartonmachine werd in bedrijf genomen. Deze machine werd geheel elektrisch gedreven en wel zodanig dat ieder onderdeel van de machine met een aparte elektromotor werd aangedreven. De machine liep hierdoor nagenoeg geruisloos en, behalve de economische voordelen, verkreeg men hierdoor een op alle punten controleer- en regelbare, gelijkmatige trek van het karton, waardoor de grootste volmaaktheid in kwaliteit kon worden bereikt. Als bijzonderheid gold dat dit tot dusverre de eerste en enige strokartonmachine in geheel Europa was, die op deze uiterst moderne wijze werd aangedreven. In 1946, kort na de Tweede Wereldoorlog kwam bij Free & Co. de eerste tankboot met ruwe olie aan. De fabriek ging als eerste van de Pekelder kartonfabriek met olie stoken.
In 1965 verlamde een wilde staking in Oude Pekela de strokartonindustirie. Ook bij Free & Co. werd gestaakt.
Met ingang van 1 januari 1968 werd eervol ontslag verleend aan ir. H. Groeneveld, sinds 1 juni 1932 directeur van de fabriek. Tot opvolger van de heer Groeneveld werd benoemd de heer Oeno van der Laan.
In 1968 volgde een kort, maar felle brand bij Free & Co. die de fabriek een uur lang ernstig  heeft bedreigd. Dankzij het razendsnelle ingrijpen van de brandweer van Oude Pekela en het voorbeeldige samenspel tussen deze, de bedrijfsbrandweer van de fabriek zelf en van “buurman” Union, alsmede van de ter assistentie geroepen brandweerploeg van Nieuwe Pekela, bleef de schade beperkt tot de papierbaan. Desalniettemin bedroeg de schade enkele tonnen.

## Fusie en herstructureringen
In 1972 bereidden de directies van de strokartonfabrieken Ceres, De Dollard, Free & Co. en Pekela N.V. een totale fusie voor. Nog hetzelfde jaar werd echter beslist dat deze  fusie niet door ging. De angst dat het bedrijfseigen product van met name de Ceres ten gevolge van de fusie haar marktaandeel zou verliezen, was de reden van de mislukking.
Twee jaar later werd bekend dat Free & Co. zijn heil ging zoeken bij een sterke partner. Het betrof de Koninklijke Nederlandse Papierfabriek (KNP) N.V. te Maastricht. Bij Free & Co. werkten toen in totaal 200 mensen, verspreid over bedrijven in Oude Pekela, Stadskanaal en Elburg. Binnen twee maanden was de samenwerking met het KNP-concern in Maastricht beklonken. De aandelen van Free & Co. werden door het Maastrichter bedrijf overgenomen.
In 1980 was het met de strokarton in Oude Pekela definitief afgelopen. Op 15 december van dat jaar deed arbeider C. Everhardus bij Free & Co. het laatste baaltje stro in de hakselmachine. De nog aanwezige fabrieken waren inmiddels overgegaan op de verwerking van oud papier.
In 1986 werd de opslagloods van “Free” aan de Hendrik Westerstraat te Oude Pekela grotendeels door brand verwoest.
In 1993 fuseerde de moederonderneming KNP met Bührmann-Tetterode.
In 1994 werd Free samengebundeld in GSF. De nieuwe onderneming  GSF Verpakkingen B.V  is geboren uit drie kartonnagefabrieken: Gelria Barneveld en Gebr. Sparreboom en Free, beide uit Oude Pekela. De naam GSF is een samenvoeging van deze fabrieken.
In oktober 1995 opende commissaris van de Koningin H.J.L. Vonhoff de nieuwe kartonnagefabriek GSF in Oude Pekela. De nieuwbouw kostte circa 15 miljoen gulden. Bij het bedrijf werkten in dit jaar 235 mensen. GSF Verpakkingen had in 1995 een omzet van 150 miljoen gulden en verwerkte jaarlijks 80.000 ton massief karton.

## Directeuren van Free & Co.
- 1904-1932 · Elso Free
- 1932-1967 · H. Groeneveld
- 1968-1975 · Oeno van der Laan

## Divers
- De Pekel A stond in 1904 plotseling [weer] over een lengte van 200 meter in brand. Hoog opslaande vlammen. Er lagen geen schepen met stro in de nabijheid. Anders had het wat kunnen worden. Hoe nu zo’n brand kan ontstaan? Ten gevolge van de vele strokartonfabrieken in Oude Pekela is het water van het Pekelderdiep met een dikke laag vuil en schuim bedekt. Daaronder ontwikkelen zich gassen. Komt hier vuur bij - een brandende lucifer veroorzaakte ook ditmaal de brand - dan moet een ontploffing wel volgen.
- In 1961 werd op de strokartonfabriek Free & Co. te Oude Pekela een tennisclub opgericht.
- In Oude Pekela werd in 1972 een proef genomen met een nieuwe kartonnen milieudoos ter vervanging van de reinigingsemmer. De dozen werden gefabriceerd door Free & Co. De proef heeft vier weken geduurd.
- In Oude Pekela vond in oktober 1989 de officiële oprichting plaats van de Stichting Stoommachine v/h Free. De Stichting kreeg de exploitatie en het beheer over de uit 1929 daterende Stork-stoommachine die zich in dat jaar in het gebouwencomplex van het karton- en kartonnagebedrijf KNP Free B.V. bevond.